# Kongeslottet i Bukarest
Det Kongelige Slot (rumænsk: Palatul Regal), kendt under navnet Republikkens Palads (rumænsk: Palatul Republicii) fra 1948 til 1990, er et slot i det centrale Bukarest i Rumænien, der huser Rumæniens nationale kunstmuseum. 
Slottet fungerede i forskellige udformninger som officiel residens for Rumæniens konger indtil 1947, hvor monarkiet blev afskaffet ved indførelsen af den Socialistiske Republik Rumænien. Siden 1950 har slottet huset Rumæniens nationale kunstmuseum.